# Rudolf Hundstorfer
Rudolf Hundstorfer (Vienna, 19 settembre 1951 – Brazza, 20 agosto 2019) è stato un politico austriaco, esponente del Partito Socialdemocratico.
Dopo essere stato presidente della Federazione dei sindacati austriaci (ÖGB), Hundstorfer ha ricoperto dal dicembre 2008 al gennaio 2016 la carica di Ministro federale del lavoro, degli affari sociali e della tutela dei consumatori.

## Biografia
Fu presidente onorario dell'Istituto Anton Proksch e della Federazione Pallamano di Vienna.
Dal 1966 Hundstorfer lavorò come funzionario per la città di Vienna (Magistrat). Si è laureato presso il Bundesgymnasium per i professionisti nel 1976 (Matura). L'anno successivo si diplomò da funzionario dell'amministrazione (Beamtenaufstiegsprüfung).
Fin dai primi anni 1970 fu attivo nell'Unione dei dipendenti comunali (GDG), di cui è presidente dal maggio 2003.
Venne decorato dall'ex presidente austriaco Heinz Fischer con l'onorificenza della Gran Decorazione d'Onore in Oro con Fascia per i servizi alla Repubblica d'Austria.

## Carriera politica
Dal 1990 fu membro del Consiglio comunale di Vienna e del Parlamento dello Stato, mentre nel 1995 divenne anche presidente del consiglio locale. Dopo la sua elezione come Presidente della ÖGB, si dimise dal consiglio comunale di Vienna e dal Parlamento statale il 25 gennaio 2007.
Nell'ottobre 2003 Hundstorfer diventò Vice Presidente della Federazione sindacale austriaca. Il 27 marzo 2006 assunse ad interim la presidenza della ÖGB (dopo le dimissioni di Fritz Verzetnitsch causate dall'affare BAWAG), fino all'elezione del suo successore Erich Foglar. Nel frattempo Hundstorfer era già stato designato come Ministro degli affari sociali e della tutela dei consumatori nel primo e secondo governo di Werner Faymann. Nel gennaio 2016, a seguito dell'annuncio della sua candidatura alle elezioni presidenziali in Austria del 2016, si dimise dall'incarico di ministro
Alle elezioni presidenziali del 24 aprile 2016 fu candidato per il Partito Socialdemocratico d'Austria, risultando il quarto candidato più votato con l'11,28% delle preferenze.

## Morte
Morì il 20 agosto 2019 all'età di 67 anni a causa di un infarto mentre si trovava in vacanza in Croazia. Era sposato e aveva una figlia e due figliastri.